# George Giffard
Pour les articles homonymes, voir Giffard.
George James Giffard est un lieutenant-général britannique né le 26 septembre 1886 à Englefield Green et mort le 17 novembre 1964 à Winchester, Royaume-Uni.   

## Biographie
Il est le fils de George Campbell Giffard et Jane Lawrence. Il débute dans l'armée en 1906. En 1913 il sert dans un régiment en Afrique de l'Est. Durant la Première Guerre mondiale, il participe à la campagne d'Afrique de l'Est.
En 1939, au début de la Seconde Guerre mondiale, il est membre du Bureau de la Guerre. En 1942, il commande la 82e division d'infanterie durant la campagne de Birmanie et les opérations en Birmanie, à la bataille d'Imphal en 1944.

## Distinctions
- Ordre du Bain, 1944
- Ordre du Service distingué, 1941
- Croix de guerre 1914-1918, 1917